# 文选楼
文选楼是中國的紀念性建築物，在中國不止一座；其中一座位於揚州，相傳是南北朝時昭明太子蕭統編纂《文選》的地方，因此得名，清朝知名學者阮元曾居於此處，將此樓用以藏書，（文選樓附近一帶土地為阮元祖居所在）所輯書名《文選樓叢書》。
另一座文选楼，位于中国广东省佛山市高明区合水镇小洞乡塘角村，1983年12月1日公布为高明市文物保护单位，2006年10月25日列入第四批佛山市文物保护单位。此文选楼的历史年代为清代。